# Giada

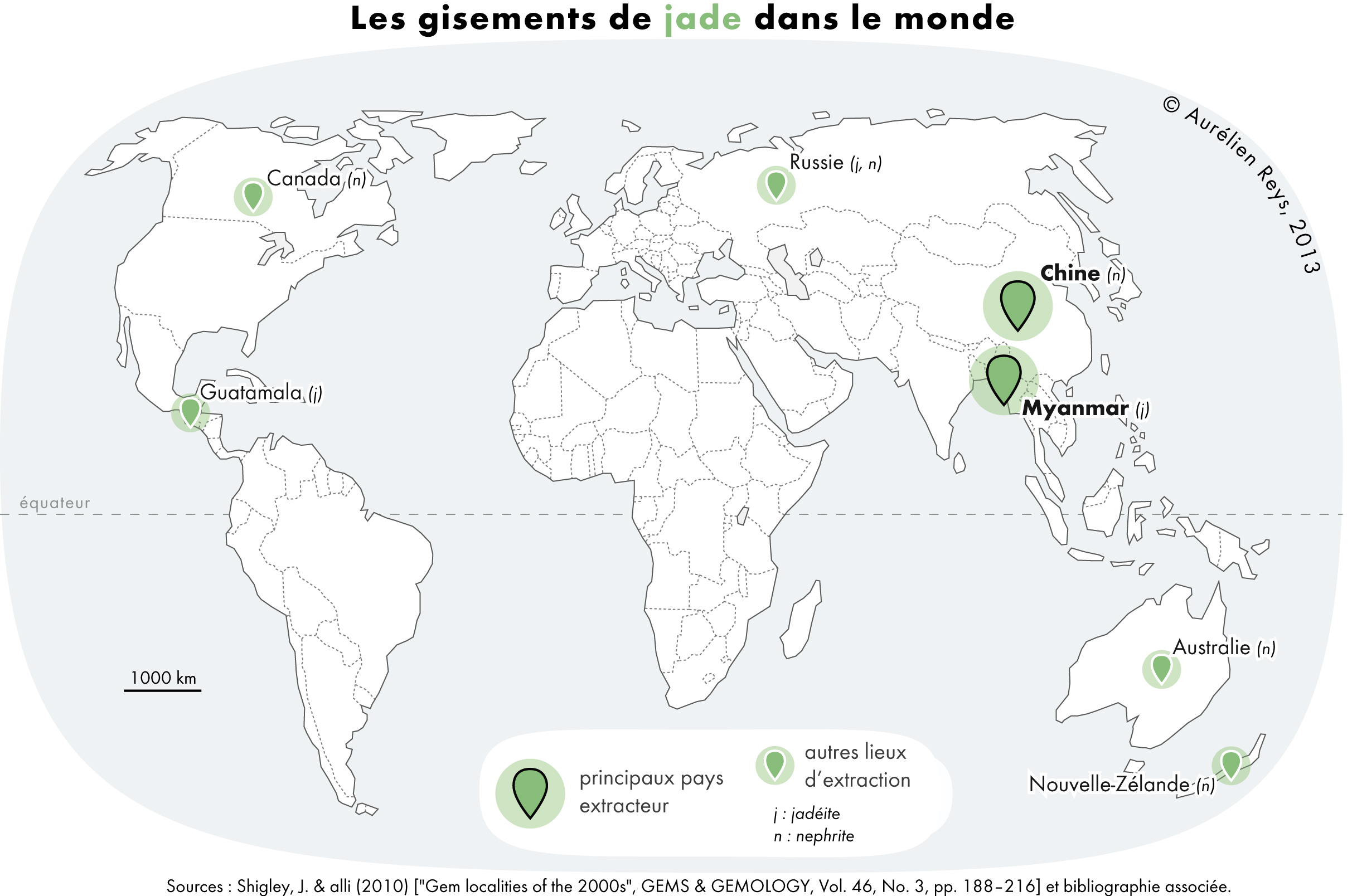
Principali paesi produttori di giada

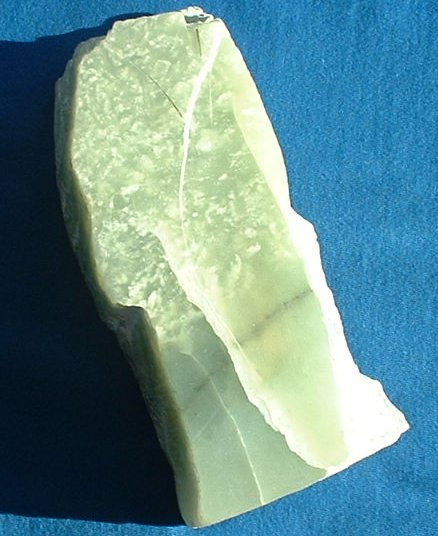
Giada non lavorata

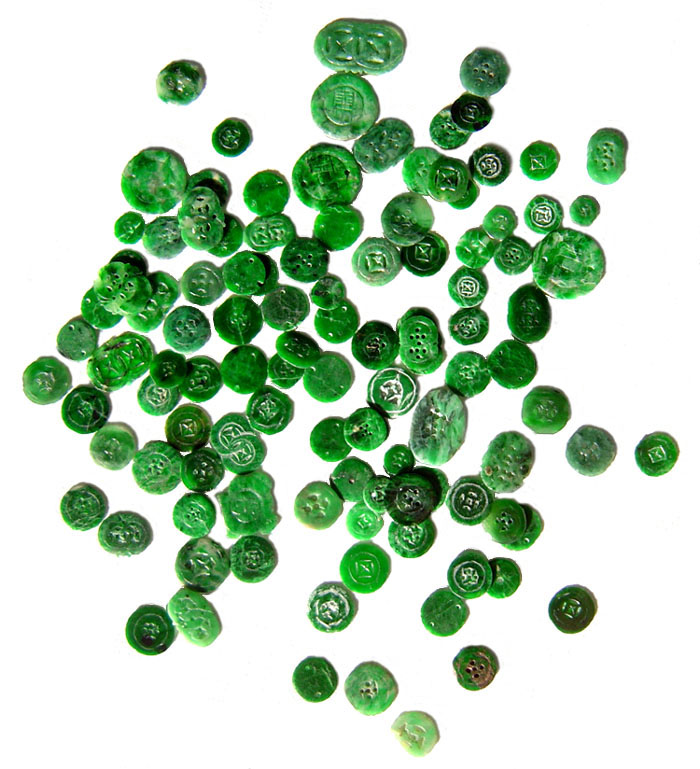
Antichi bottoni cinesi in giadeite

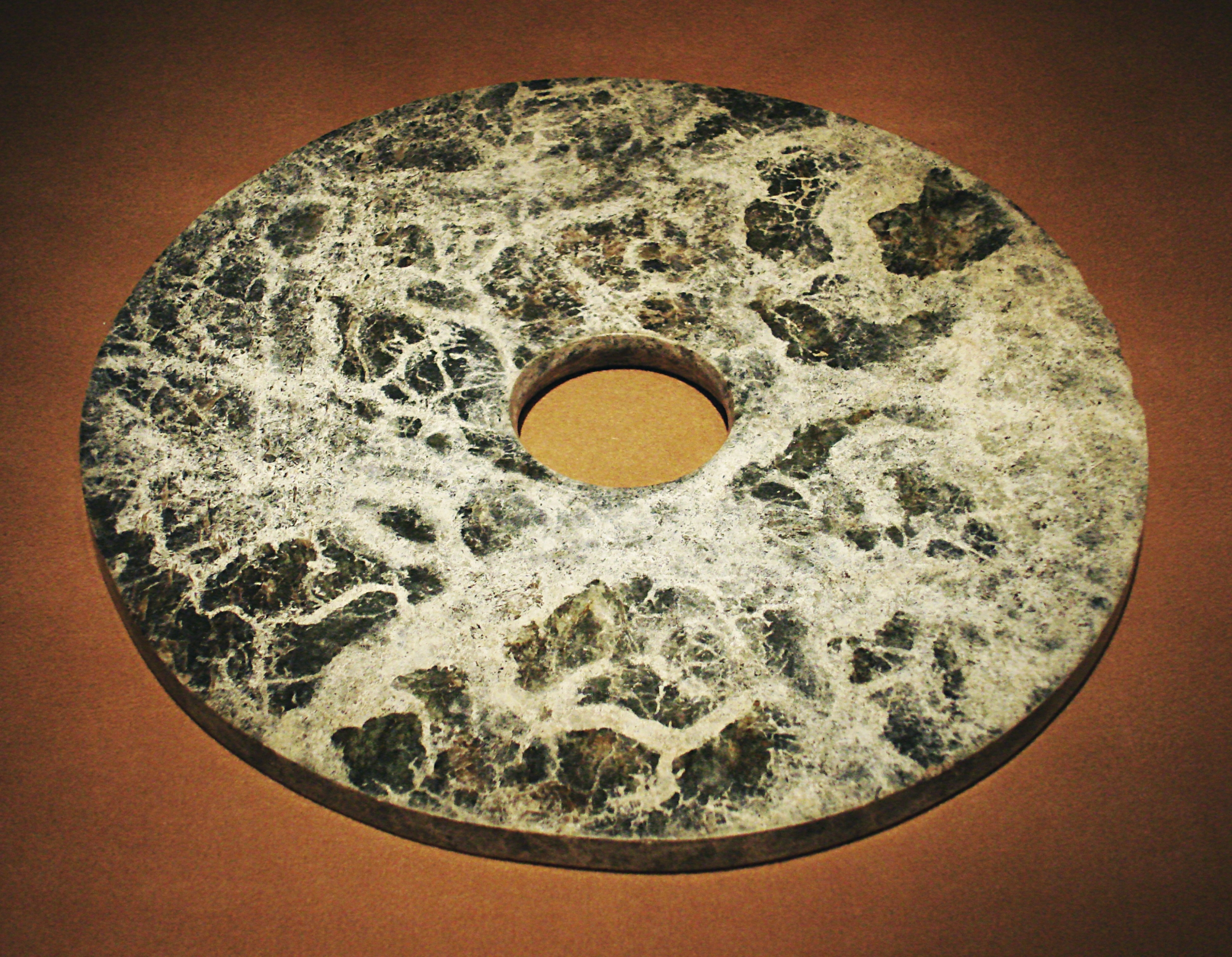
Disco rituale cinese in giada Bi, del periodo Neolitico (3300 - 2200 a.C.)

La giada è una pietra dura mineralogicamente appartenente ai silicati. Con il nome di giada si indicano di solito la nefrite, un silicato di calcio e magnesio, e la giadeite, un silicato di sodio e alluminio. La nefrite si trova in Turkestan orientale e in Siberia, nella zona del lago Baikal; mentre la giadeite proviene dalla Birmania e giunge in Cina attraverso le Province di Yunnan e Guangdong solo nella 
seconda metà del XVIII secolo. Perciò tutta la giada antica è esclusivamente nefrite e spesso presenta un tono verde/verdastro.

## Definizione
La giada è una pietra ornamentale mineralogicamente appartenente ai silicati e viene principalmente dalla Cina, quasi sempre da Yunan. Spesso presenta un tono verde/verdastro per effetto della presenza del cromo, ma può variare e diventare anche giallo spento, ma da questo colore può prendere una non molto luminosa tonalità di verde. Con il nome di giada sono commercializzati numerosi oggetti ma, per legge, possono essere vendute come giada solo la giadeite e la nefrite (come si è dimostrato nel 1863). Il motivo di questo equivoco è dovuto al fatto che giadeite e nefrite sono specie mineralogiche difficilmente distinguibili.

## Classificazione

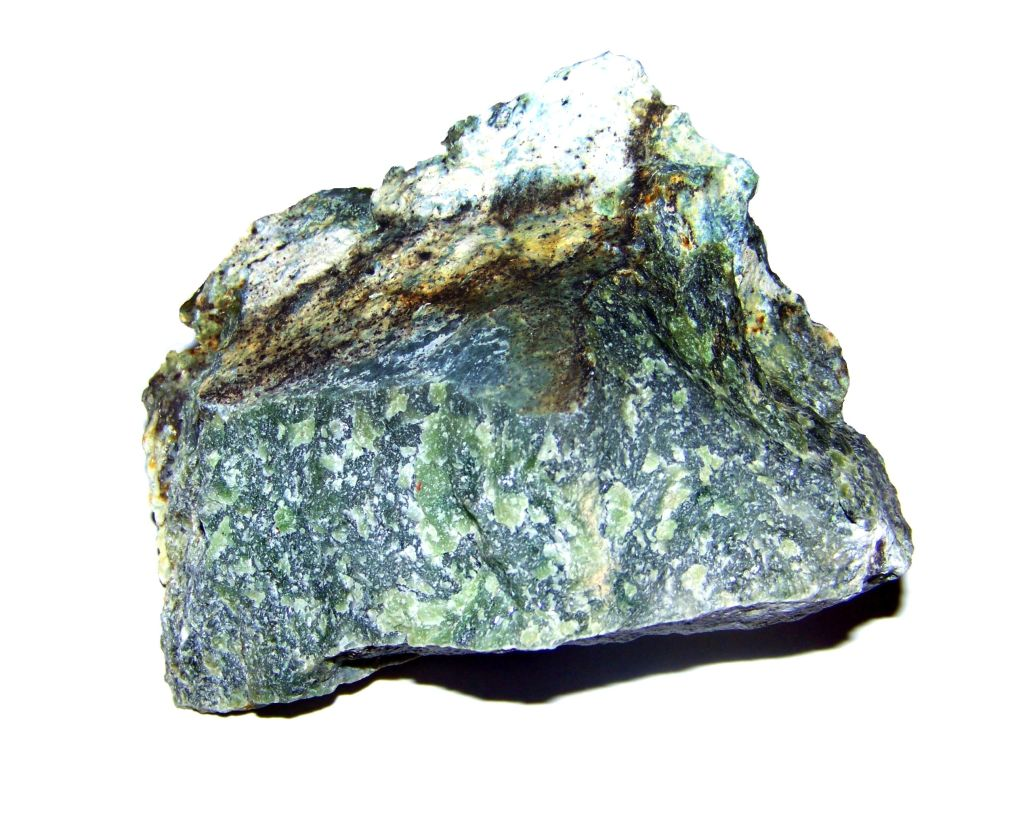
Giada nefrite

La giada in realtà non è propriamente un minerale, ma piuttosto una pietra fatta da particolari minerali (giadeite e nefrite) distribuiti all'interno di essa in una struttura fatta da granuli molto fini e fibre intrecciate. La giadeite si forma solamente in quantità ridotte come cristallini.
Già dal principio si usava vendere altri minerali sotto la denominazione di giada; questi vennero poi denominati più appropriatamente "serpentina". La serpentina non solo ha lo stesso aspetto della giada, ma appare anche negli stessi giacimenti della giadeite e della nefrite; tuttavia è più lavorabile e meno resistente della vera e propria giada.
La giada è un minerale molto duro che viene lavorato attraverso la smerigliatura per mezzo di abrasivi. È soggetta a decolorazione e decomposizione e ha la proprietà di riscaldarsi rapidamente e di essere sonora. La vasta gamma di colori è dovuta a piccole e differenti quantità di diversi ossidi metallici quali il ferro, cromo e manganese. I colori possono variare dal verde al bianco latte, dal marrone al grigio scuro,dal giallo al nero. La nefrite Siberiana è di colore verde scuro punteggiata da piccole macchie nere, mentre la giadeite è di un colore più puro e vivo per la presenza di cromo.

## Usi antichi della giada
I più antichi oggetti di giada rinvenuti risalgono a circa 7.000 anni fa; per la sua durezza è stata usata anche per produrre armi da taglio(ad esempio, nell'America precolombiana era usata dai Maya per fabbricare coltelli per offerte rituali e maschere funebri come quella celebre della tomba di Pakal a Palenque.
Dopo la conquista del centro America da parte degli spagnoli, vi si perse l'arte dell'intaglio, mentre in Cina la lavorazione non ha mai avuto soste e per oltre 5.000 anni la giada venne usata per realizzare oggetti di culto; in particolare pezzi di giada venivano posti in bocca ai defunti cinesi o composti per coprire l'intero corpo con una complessa armatura a scaglie,  perché si riteneva che quella pietra impedisse la decomposizione dei corpi. Il capo supremo del  pantheon cinese è chiamato l'Imperatore di Giada ed è il dio del cielo.
Occorre notare che fino alla metà del Settecento in Cina veniva lavorata esclusivamente la nefrite di origine cinese mentre successivamente è iniziato l'uso della giadeite importata dalla Birmania.
In Inghilterra a Canterbury è stata rinvenuta un'ascia di giada risalente al 4-2000 a.C., materiale proveniente da un piccolo giacimento sulle Alpi piemontesi, poi esposta al British Museum .

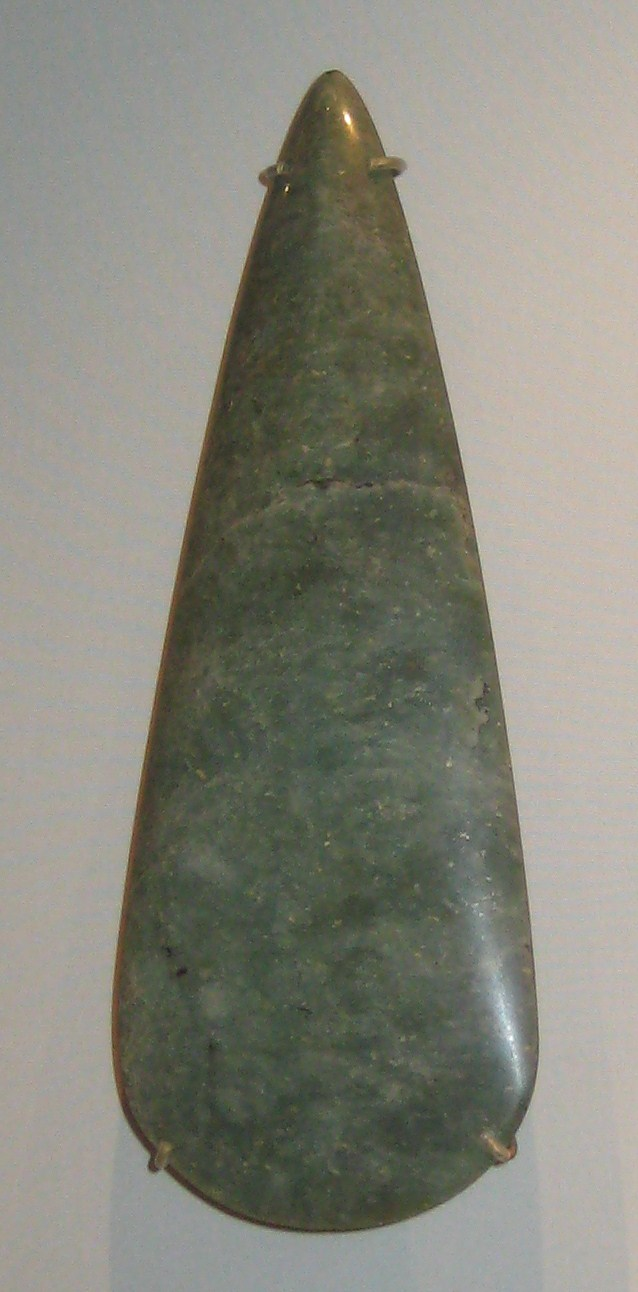
Ascia di pietra

## Impatto socioeconomico
In Cina la giada è considerata una pietra portafortuna. Estratta nelle miniere della Birmania, è sempre più richiesta dalla classe media cinese. Ma il viaggio della giada dalle miniere alle gioiellerie è fatto di sfruttamento, malattie e droga.

## Galleria di giade cinesi

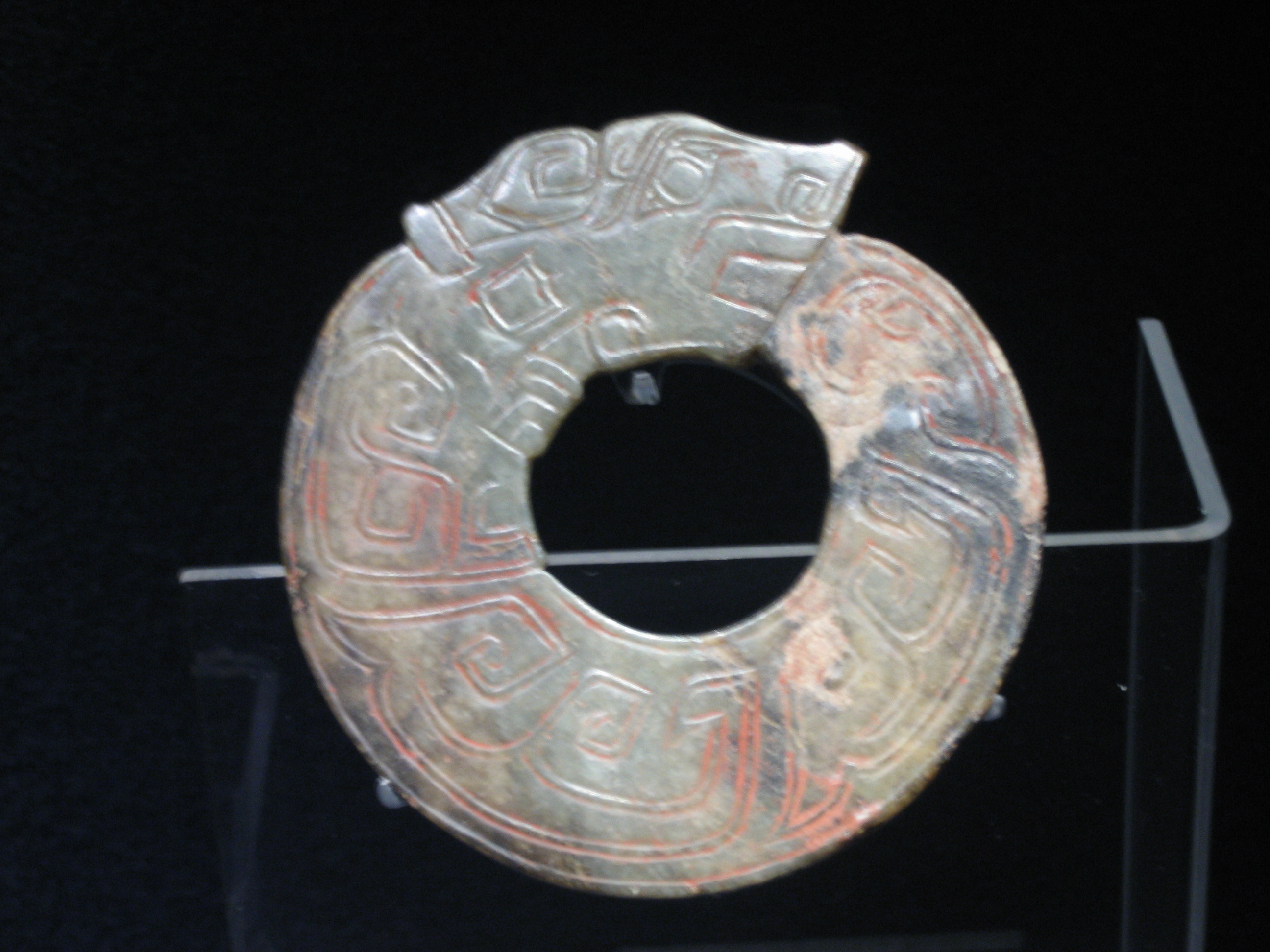
Anello con dragone, Dinastia Shang, 1700-1150 a.C.
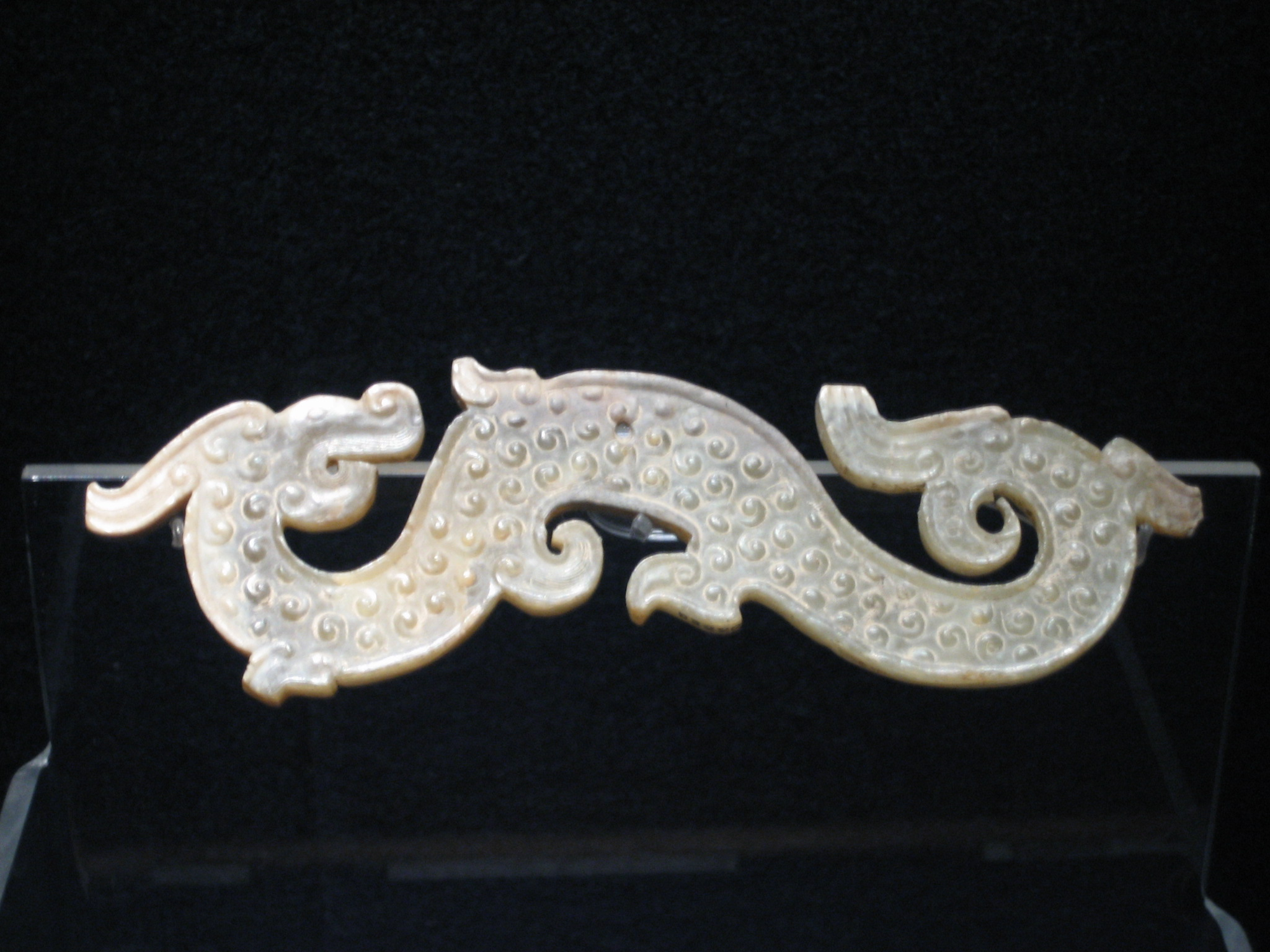
Dragone, Periodo dei regni combattenti, 403-221 a.C.
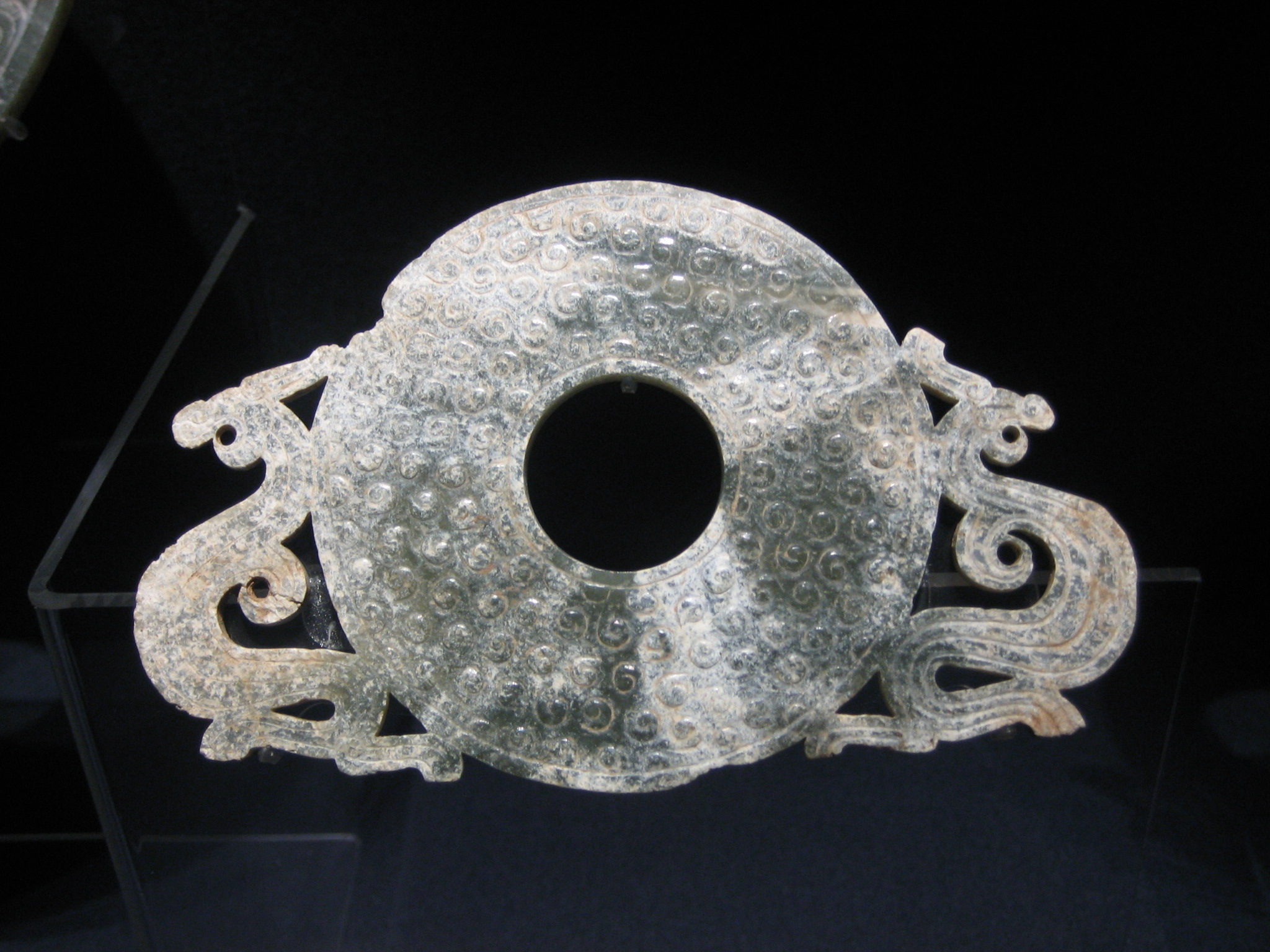
Dragoni in giada Bi, Periodo dei regni combattenti, 403-221 a.C.
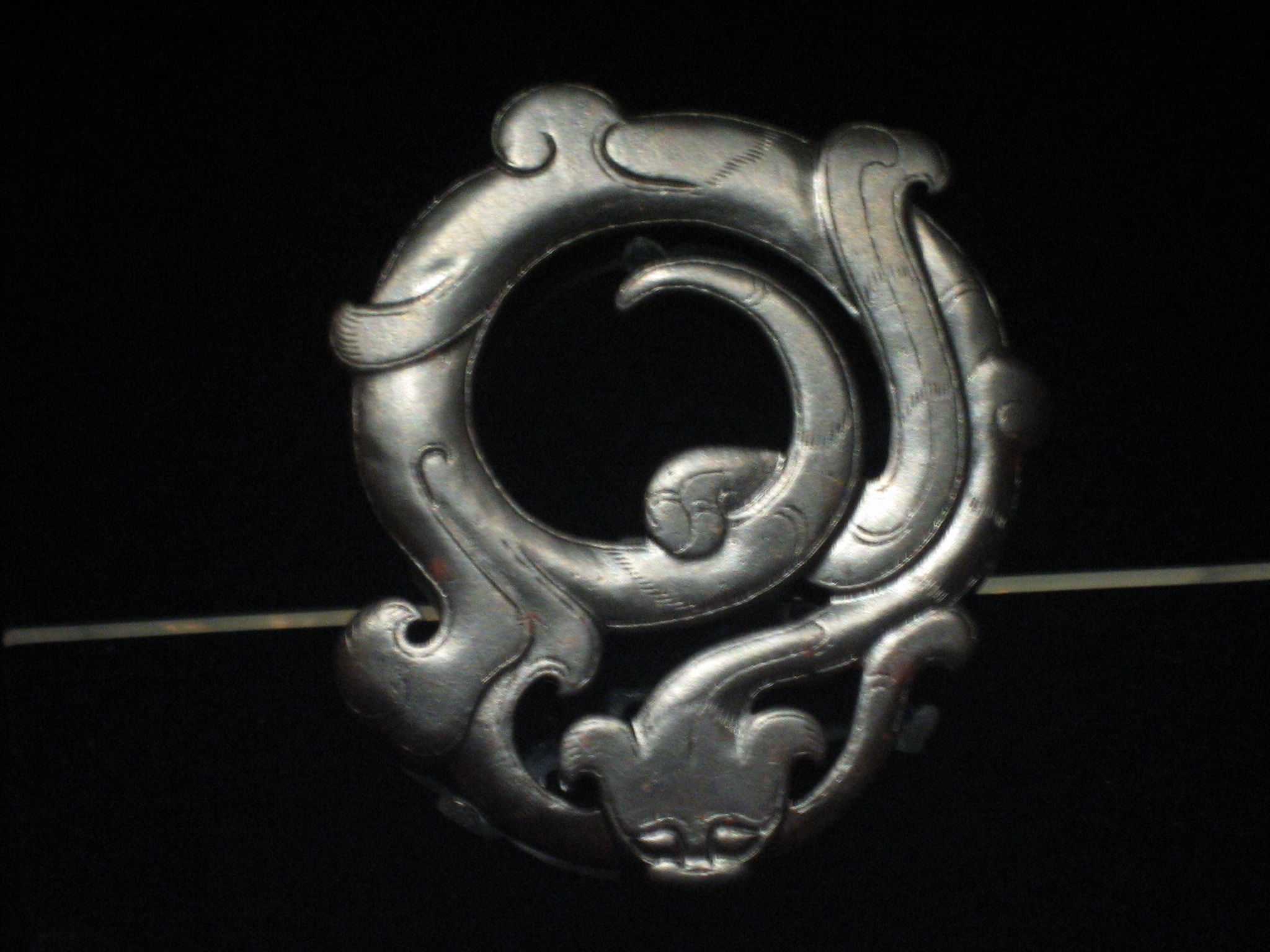
Serpente attorcigliato, Dinastia Han, 202 a.C - 220 d.C.
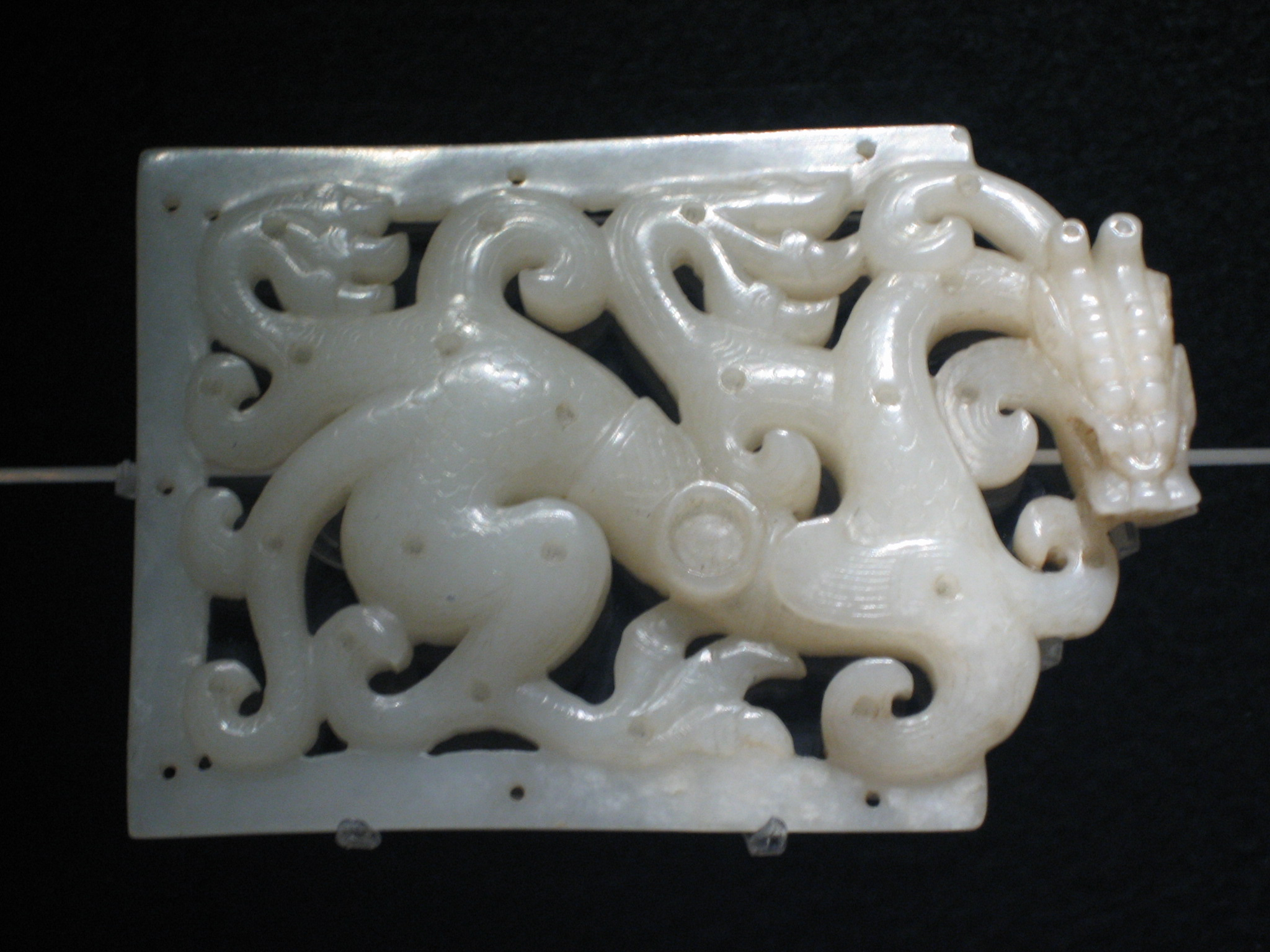
Fibbia di cintura, Dinastia Liu Song, 420-479 d.C.
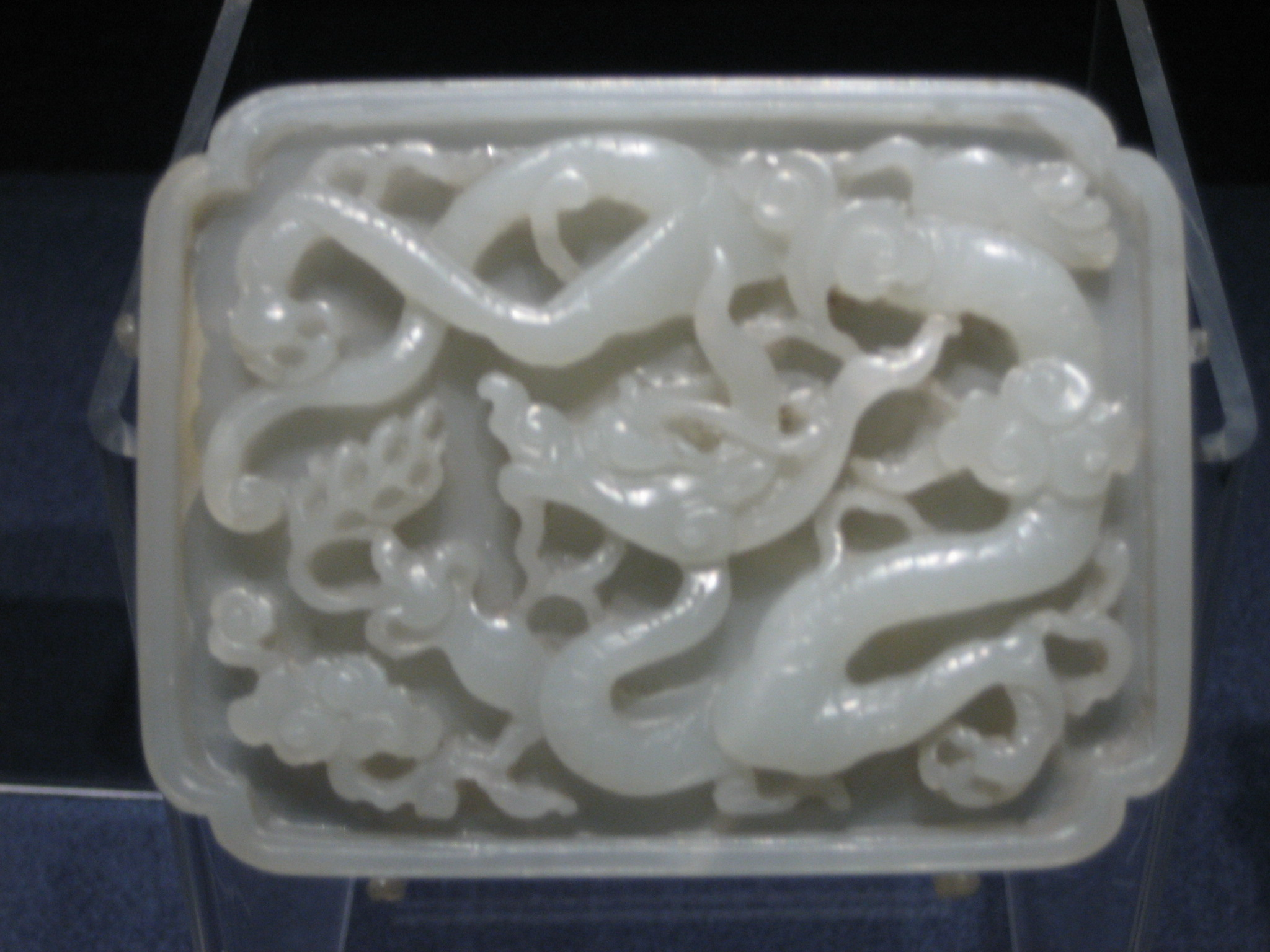
Fibbia di cintura, Dinastia Yuan, 1279-1368
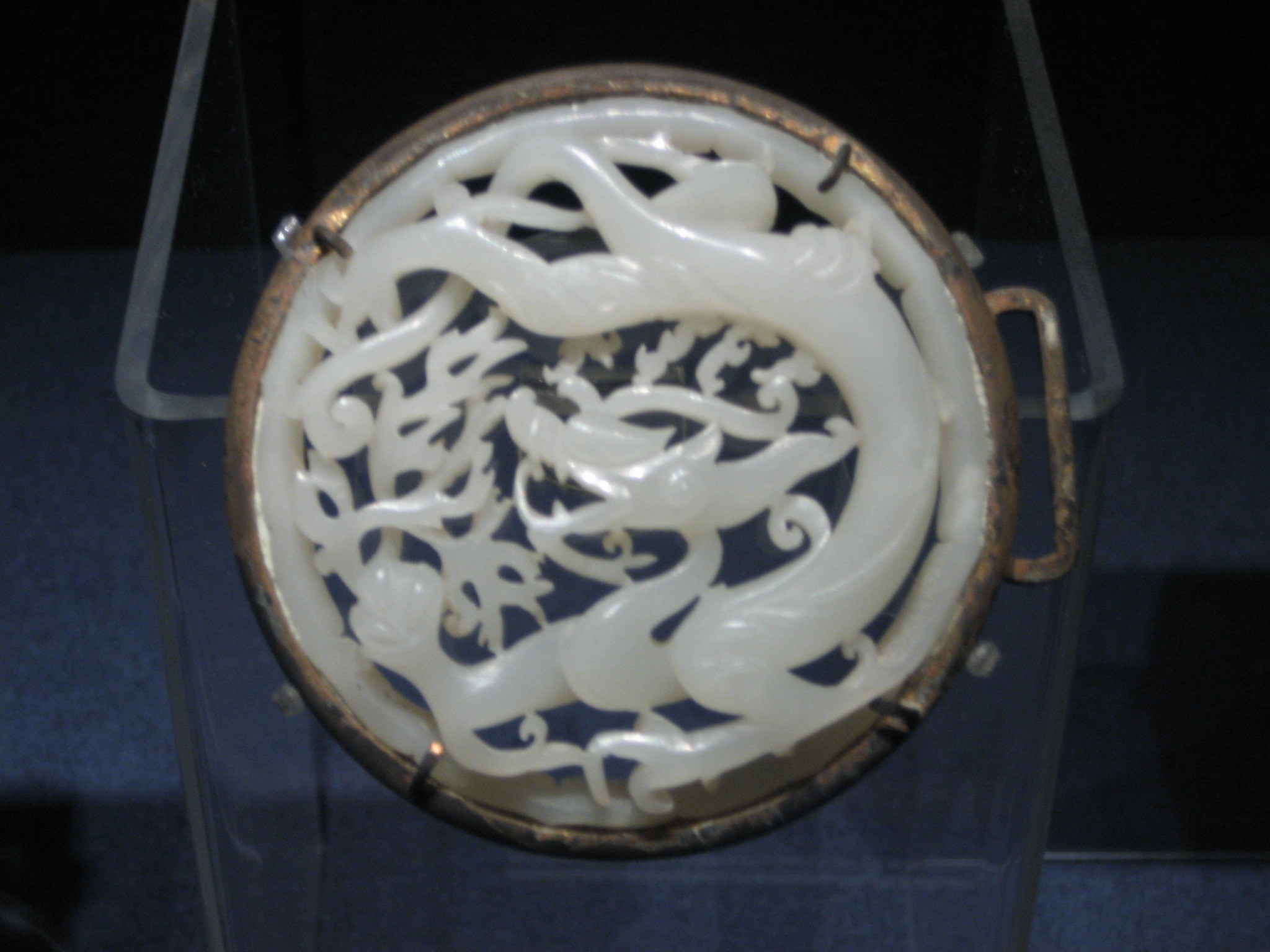
Fibbia di cintura, Dinastia Ming, 1368-1644